# Bruce Norris (hockey sur glace)
Pour les articles homonymes, voir Bruce Norris (homonymie) et Norris.
Temple de la renommée : 1969
Bruce A. Norris (né le 19 février 1924 à Chicago aux États-Unis — mort le 1er janvier 1986 à Stony Brook,) est le propriétaire des Red Wings de Détroit de 1952 à 1982.
Il est le fils de James Norris et le frère de Marguerite Norris, tous deux également présidents et propriétaires de la franchise de la Ligue nationale de hockey des Red Wings de Détroit.
Il est membre du temple de la renommée de la LNH.